# Håkan Sundström
Aagon (Håkan) Arvid Sundström, född 22 januari 1922 i Stockholm, död 18 december 2006 i Lidingö församling, var en svensk målare och tecknare.
Han var son till redaktören Olof Sundström och Agnes Bohlin och gift 1959–1966 med Colette Gadonneix. Sundström var som konstnär autodidakt och bedrev självstudier under upprepade studieresor till Frankrike och Italien. Han medverkade i Svensk-franska konstgalleriets vårsalong 1946 och han medverkade i Sveriges allmänna konstförenings vårsalonger 1964–1965 och på Liljevalchs Stockholmssalonger. Tillsammans med Göran Strååt ställde han ut med målningar och mosaiker i Västerås 1950 och tillsammans med Ulla Borgström ställde han ut på Galleri Brinken i Stockholm. Bland hans offentliga arbeten märks ett antal väggdekorationer han utförde i samarbete med olika arkitekter, bland annat på General Motors huvudkontor i Stockholm, Sundsvalls krematorium, emaljutsmyckningar för HSB i Borås samt en glasmålning i Alingsås krematorium. Sverige konst består av stilleben, interiörer och landskapsskildringar från Sverige och Sydfrankrike företrädesvis i gouache eller olja. Sundström är representerad vid Stockholms stad. 